# Diocèse de Syracuse
Le diocèse de Syracuse (en latin : Dioecesis Syracusensis ; en anglais : diocese of Syracuse) est une Église particulière de l'Église catholique aux États-Unis. Le diocèse est suffragant de l'archidiocèse de New York.

## Territoire

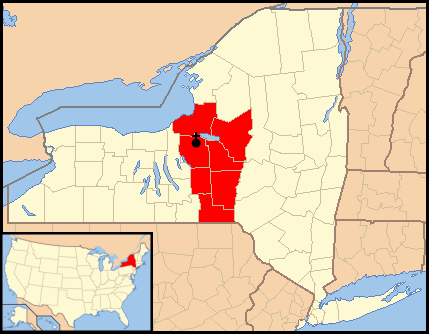
Localisation du diocèse.

Son siège est à Syracuse, dans l'État de New York, à la cathédrale de l'Immaculée-Conception (en).

## Histoire
Le diocèse de Syracuse est érigé le 26 novembre 1886, par détachement de celui d'Albany.

## Évêques
- 14 décembre 1886 - † 6 août 1912 : Patrick Ludden (Patrick Anthony Ludden)
- 6 août 1912 - † 26 juillet 1922 : John Grimes
- 19 février 1923 - † 3 août 1932 : Daniel Curley  (Daniel Joseph Curley)
- 21 avril 1933 - 5 janvier 1937 : John Duffy (John Aloysius Duffy)
- 26 mai 1937 - 4 août 1970 : Walter Foery (Walter Andrew Foery)
- 4 août 1970 - 9 novembre 1976 : David Cunningham (David Frédérick Cunningham)
- 9 novembre 1976 - 16 juin 1987 : Francis Harrison (Francis James Harrison)
- 16 juin 1987 - 4 avril 1995 : Joseph O'Keefe (Joseph Thomas O'Keefe)
- 4 avril 1995 - 21 avril 2009 : James Moynihan (James Michaël Moynihan)
- 21 avril 2009 - 4 juin 2019 : Robert Cunningham (Robert Joseph Cunningham)
- depuis le 4 juin 2019 : Douglas Lucia (en)

### Article lié
- Église catholique aux États-Unis